# JOB (affiche, 1896)
JOB est une affiche publicitaire dessinée et lithographiée par Alfons Mucha, et imprimée par Champenois en 1896, pour la marque de papier à cigarette JOB.

## Description
L'affiche est aussi désignée Femme blonde fumant, pour la différencier de la seconde affiche que  Mucha fit pour la marque en 1898, et qui montre une femme brune. Elle est considérée comme l'une des affiches les plus célèbres de son auteur, représentatif de la « Jeune femme Mucha ». Le tirage original sur papier imprimé en quatre couleurs et or, sur fond pourpre ou lavande, était vendu 3 francs à l'époque. Dans leur catalogue des affiches de Mucha, Jacques Rennert, et Alain Weill dénombrent cinq variantes de l'affiche, dont des tirages sur satin. Plusieurs exemplaires sont conservés dans les musées, dont un à Paris à la Bibliothèque nationale de France, et un autre à Londres au Victoria and Albert Museum et dans des collections particulières, dont celle du tennisman Ivan Lendl.

## Style et influence

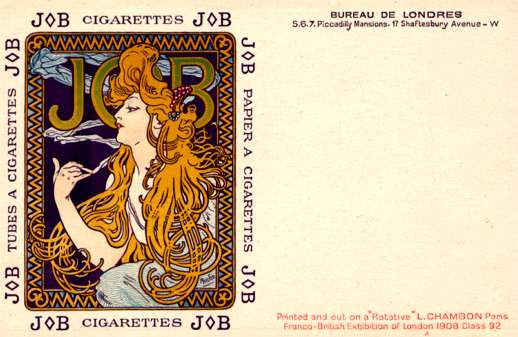
Femme blonde fumant, version sous forme de carte postale, imprimée par L. Chambon en 1908.

La principale caractéristique de l'affiche est le traitement des cheveux, représentatif du style Art nouveau. Selon Patrick Bade, l'angle et la pose de la femme seraient repris de Beata Beatrix du peintre préraphélite Dante Gabriel Rossetti, dont il aurait inversé la composition et modifié l'expression.